# Estadio iberoamericano de atletismo de Huelva
El Estadio iberoamericano de atletismo de Huelva, desde 2016 Estadio Iberoamericano de Atletismo «Emilio Martín», es un complejo deportivo situado en la localidad española de Huelva.

## Historia
Fue construido en 2004 por la Diputación Provincial de Huelva y la Junta de Andalucía. Anexo a él se encuentra el complejo deportivo de "El Saladillo" propiedad del Ayuntamiento de Huelva y el Campus universitario del Carmen de la Universidad de Huelva. Su edificación permitió que algunos atletas de la ciudad dispusieran de un lugar fijo de entrenamientos una vez que el antiguo Estadio Colombino, con sus pistas de atletismo, desapareció por la construcción del Nuevo Colombino (que no dispone de este tipo de instalaciones).
En 2004 se celebró en este estadio el XI Campeonato Iberoamericano de Atletismo. Desde entonces, en junio, se celebra el "Meeting iberoamericano de Atletismo de Huelva".
Es, además, lugar fijo de entrenamiento y subsede oficial de dos clubes de atletismo de gran renombre en el ámbito provincial de Huelva: el Club Atletismo Curtius y el Club Huelva Punta Umbría de Atletismo.
- Datos: Q2891829
- Multimedia: Estadio Iberoamericano, Huelva / Q2891829